# Jakab-stílus
A Jakab-stílus (Jacobean style) I. Jakab uralkodása alatt kialakult, az angol reneszánsz építészet második szakasza, az Erzsébet-kori stílust követve. Néha angol korai barokknak is nevezik, de ezt a stílust később kezdődőnek tekinthetjük. 

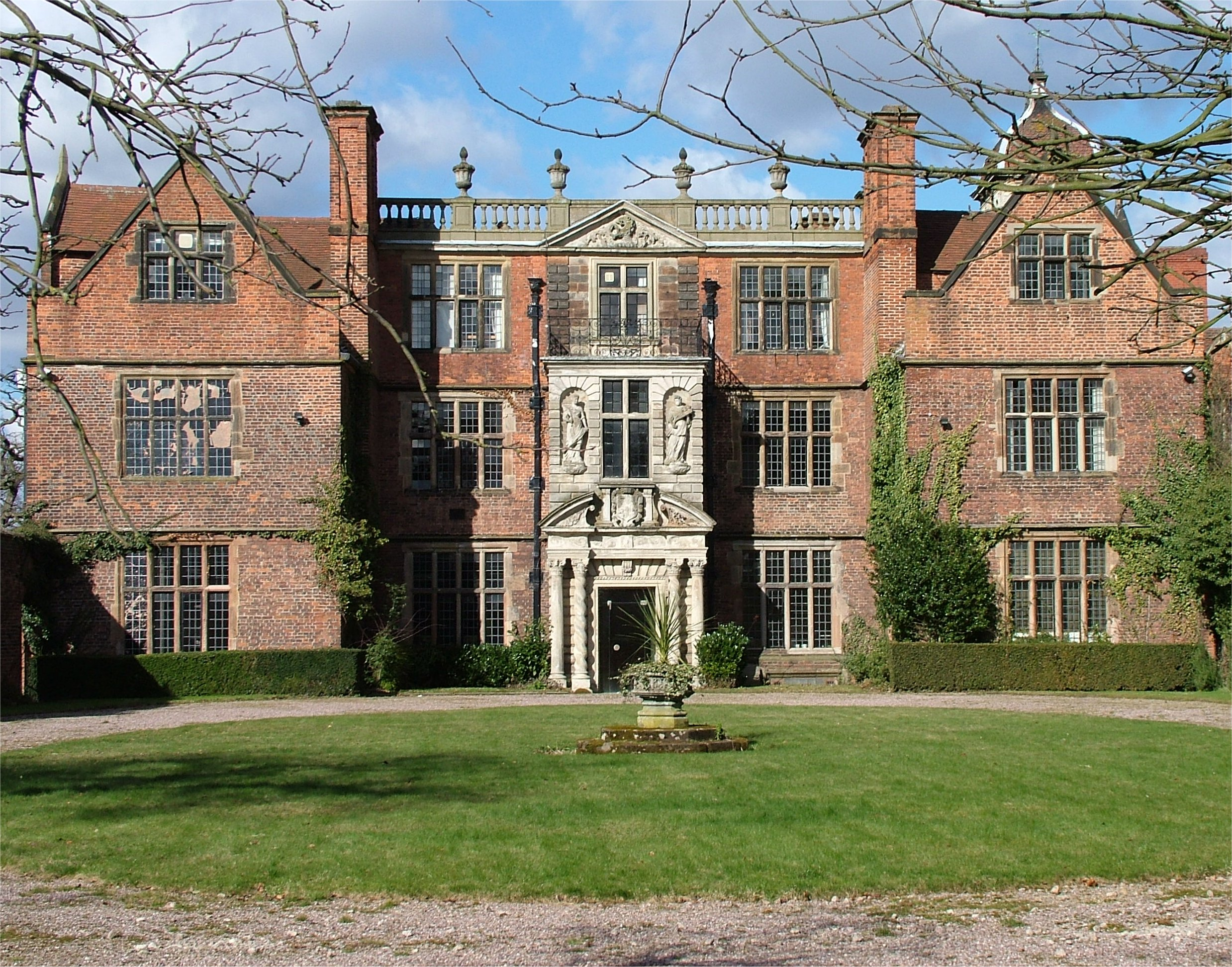
Castle Bromwich Hall, Birmingham

Leginkább palladiánus elvek formálták, ezért tekinthető a késő reneszánsz stílusának. Hatott a bútorművészetre és egyéb kisművészetekre is, bár leginkább építészeti irányzat volt.

## Amerikában
1607-ben és 1620-ban Anglia megalapította első állandó gyarmatait az amerikai kontinensen és ott is létrejöttek a szigetországban uralkodó stílusú építmények.
A Jakab-stílusú építészet példái megtalálhatók Barbadoson is.